# Jalen Travis
Jalen Travis (Minneapolis, 19 aprile 2002) è un giocatore di football americano statunitense che milita nel ruolo di offensive tackle per gli Indianapolis Colts della National Football League (NFL).

## Carriera universitaria

### Princeton
Dopo che la sua prima stagione a Princeton fu cancellata per la  pandemia di COVID-19, Travis disputò nove partite nel 2021. Nel 2022 divenne il tackle sinistro titolare. Nel 2023 disputò sei partite come titolare prima di subire un infortunio. Malgrado ciò fu inserito nella seconda formazione ideale della Ivy League. A fine anno optò per cambiare istituto.

### Iowa State
Nel 2024 Travis si trasferì a Iowa State. Dopo avere saltato le prime due partite per infortunio divenne il tackle sinistro titolare dei Cyclones. A fine anno fu invitato al Senior Bowl.

## Carriera professionistica

### Indianapolis Colts
Travis fu scelto nel corso del quarto giro (127º assoluto) del Draft NFL 2025 dagli Indianapolis Colts.  Fu il giocatore di Princeton scelto più in alto dell’era moderna del Draft NFL. Il 9 maggio firmò un contratto quadriennale.